# 上六名
上六名（かみむつな）は愛知県岡崎市本庁地区の町名である。現行行政地名は上六名一丁目から上六名四丁目。

## 地理
岡崎市中心部、本庁地区では南東に位置する。

## 世帯数と人口
2019年（令和元年）5月1日現在の世帯数と人口は以下の通りである。
| 丁目         | 世帯数    | 人口    |
| ------------ | --------- | ------- |
| 上六名一丁目 | 382世帯   | 893人   |
| 上六名二丁目 | 148世帯   | 332人   |
| 上六名三丁目 | 1,041世帯 | 2,952人 |
| 上六名四丁目 | 180世帯   | 342人   |
| 計           | 1,751世帯 | 4,519人 |

### 人口の変遷
国勢調査による人口の推移
| 1995年（平成7年）  | 2,045人 | [ 6 ]  |  |
| 2000年（平成12年） | 2,088人 | [ 7 ]  |  |
| 2005年（平成17年） | 2,250人 | [ 8 ]  |  |
| 2010年（平成22年） | 2,344人 | [ 9 ]  |  |
| 2015年（平成27年） | 3,458人 | [ 10 ] |  |

## 小・中学校の学区
市立小・中学校に通う場合、学区は以下の通りとなる。
| 丁目         | 番・番地等 | 小学校             | 中学校             |
| ------------ | ---------- | ------------------ | ------------------ |
| 上六名一丁目 | 全域       | 岡崎市立六名小学校 | 岡崎市立竜海中学校 |
| 上六名二丁目 | 全域       | 岡崎市立六名小学校 | 岡崎市立竜海中学校 |
| 上六名三丁目 | 全域       | 岡崎市立六名小学校 | 岡崎市立竜海中学校 |
| 上六名四丁目 | 全域       | 岡崎市立六名小学校 | 岡崎市立竜海中学校 |

## 歴史
額田郡上六名村の一部を前身とする。
1943年（昭和18年）、万有製薬は三龍社の蚕種工場を買収して、久後崎町字恵藤に久後崎工場を、上六名茶の木原（現・上六名3丁目）に上六名工場を設立した。万有製薬は東京市目黒区の3工場を戦災で焼失したため、第2次世界大戦後は岡崎が同社の生産拠点となり、上六名工場はペニシリンの製造工場として整備された。1946年（昭和21年）の全国のペニシリン生産量は2億8,000万単位で、うち1億500万単位が万有製薬の岡崎工場で生産されるほどであった。
2006年（平成18年）末に岡崎工場は閉鎖。工場跡地には高層マンションおよび多数の一戸建て住宅が建設された。そのため、とりわけ3丁目の人口増加が著しい。2012年8月は1,386人だったのが、それから6年後の2018年12月は2,854人となった。

### 沿革
- 1980年（昭和55年）3月18日 - 上六名町、明大寺町、六名町の各一部を分離し、上六名一丁目から上六名四丁目を設置[1]。

### 町名の変遷
（分かる場合は、以下の変遷表で示す）
| 実施後       | 実施年月日               | 実施前（各町名ともその一部）       |
| ------------ | ------------------------ | ---------------------------------- |
| 上六名一丁目 | 1990年（平成2年）9月20日 | 上六名町、六名町の各一部           |
| 上六名二丁目 | 1990年（平成2年）9月20日 | 上六名町、六名町の各一部           |
| 上六名三丁目 | 1990年（平成2年）9月20日 | 上六名町、明大寺町、六名町の各一部 |
| 上六名四丁目 | 1990年（平成2年）9月20日 | 上六名町、六名町の各一部           |

## 交通
道路
- 国道248号
- 愛知県道293号桜井岡崎線（六名通り）

鉄道
- 愛知環状鉄道・愛知環状鉄道線
  - 通過するのみである。

## 施設など

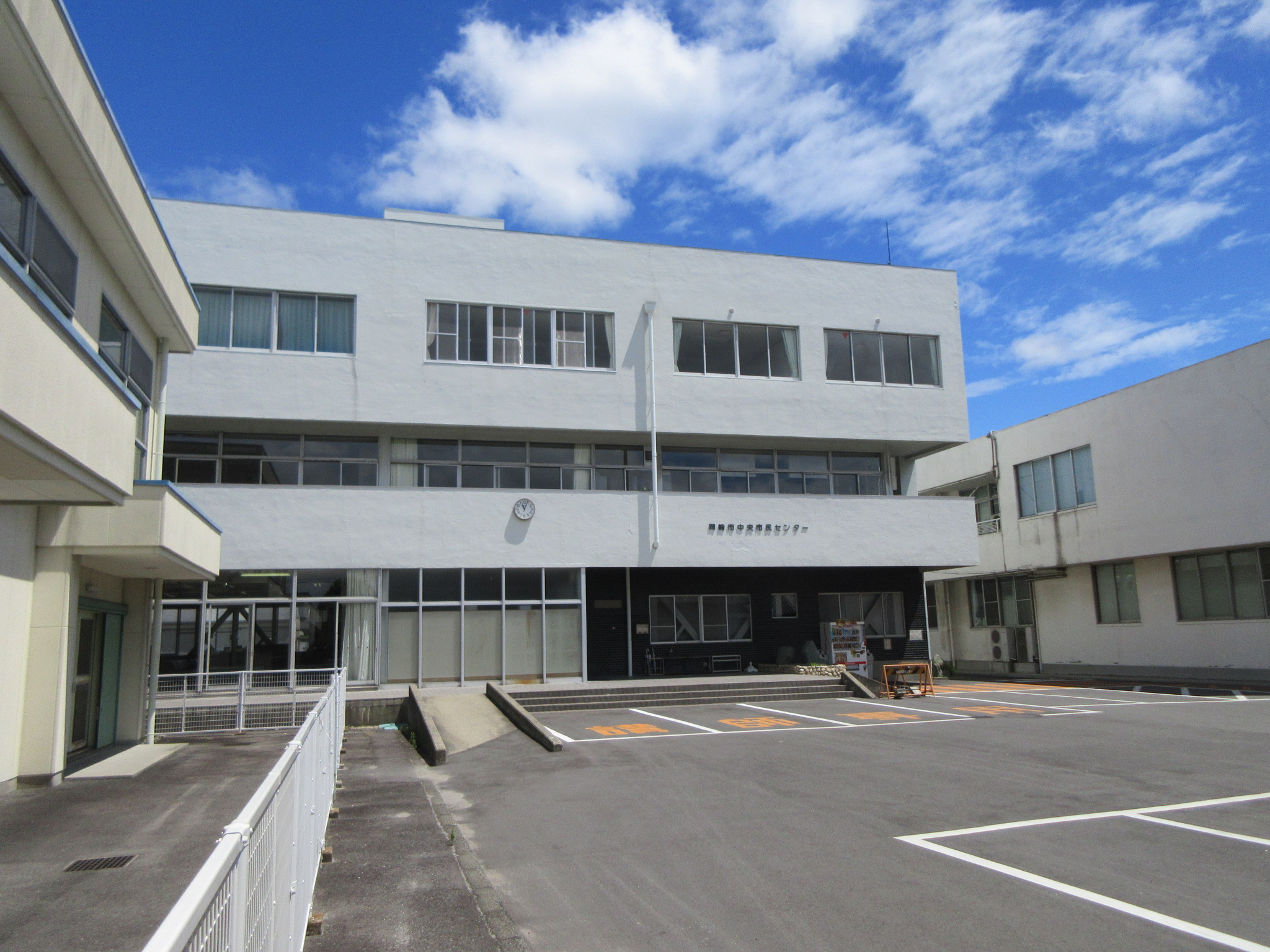
岡崎市中央市民センター
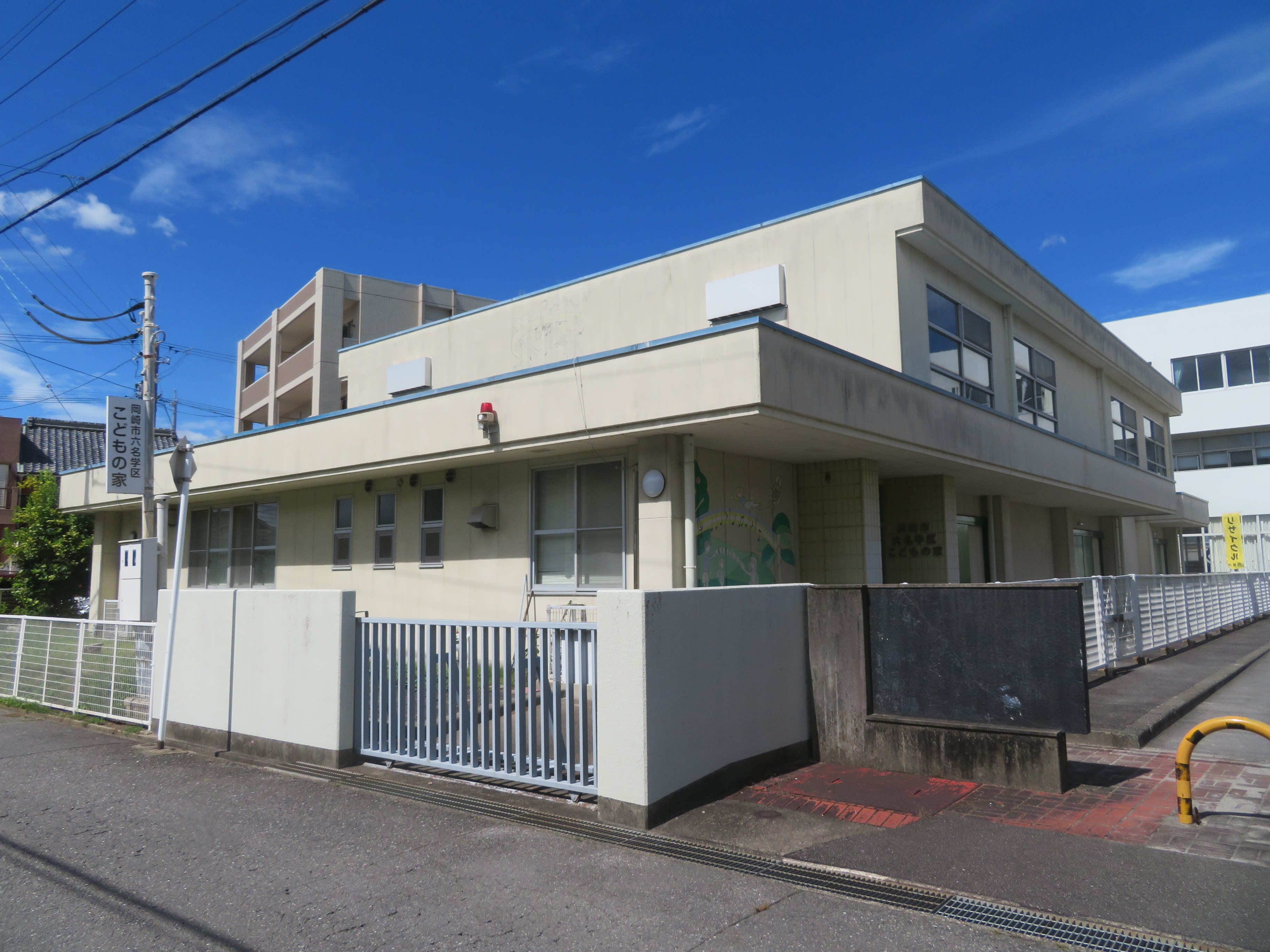
六名学区こどもの家
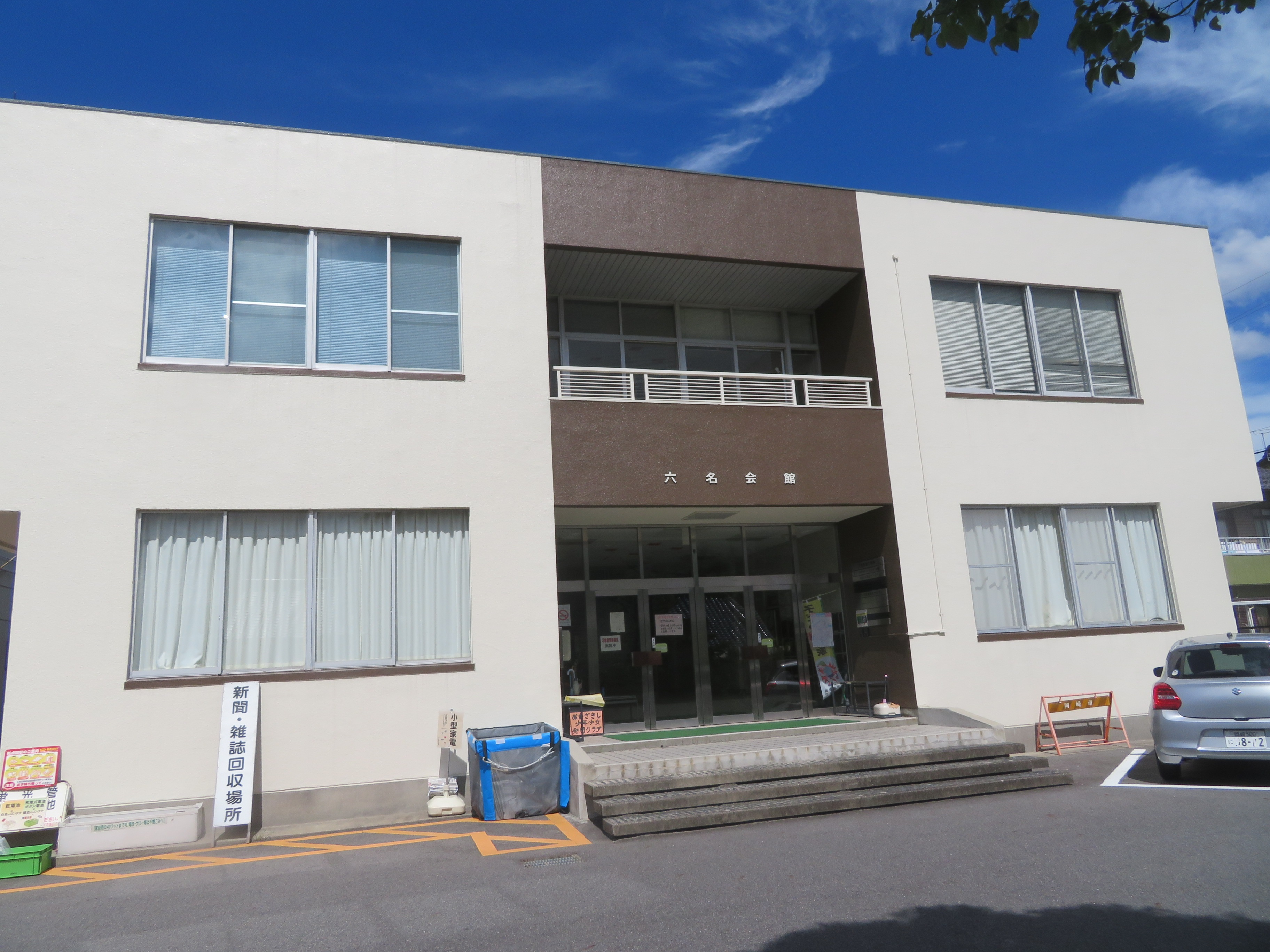
六名会館
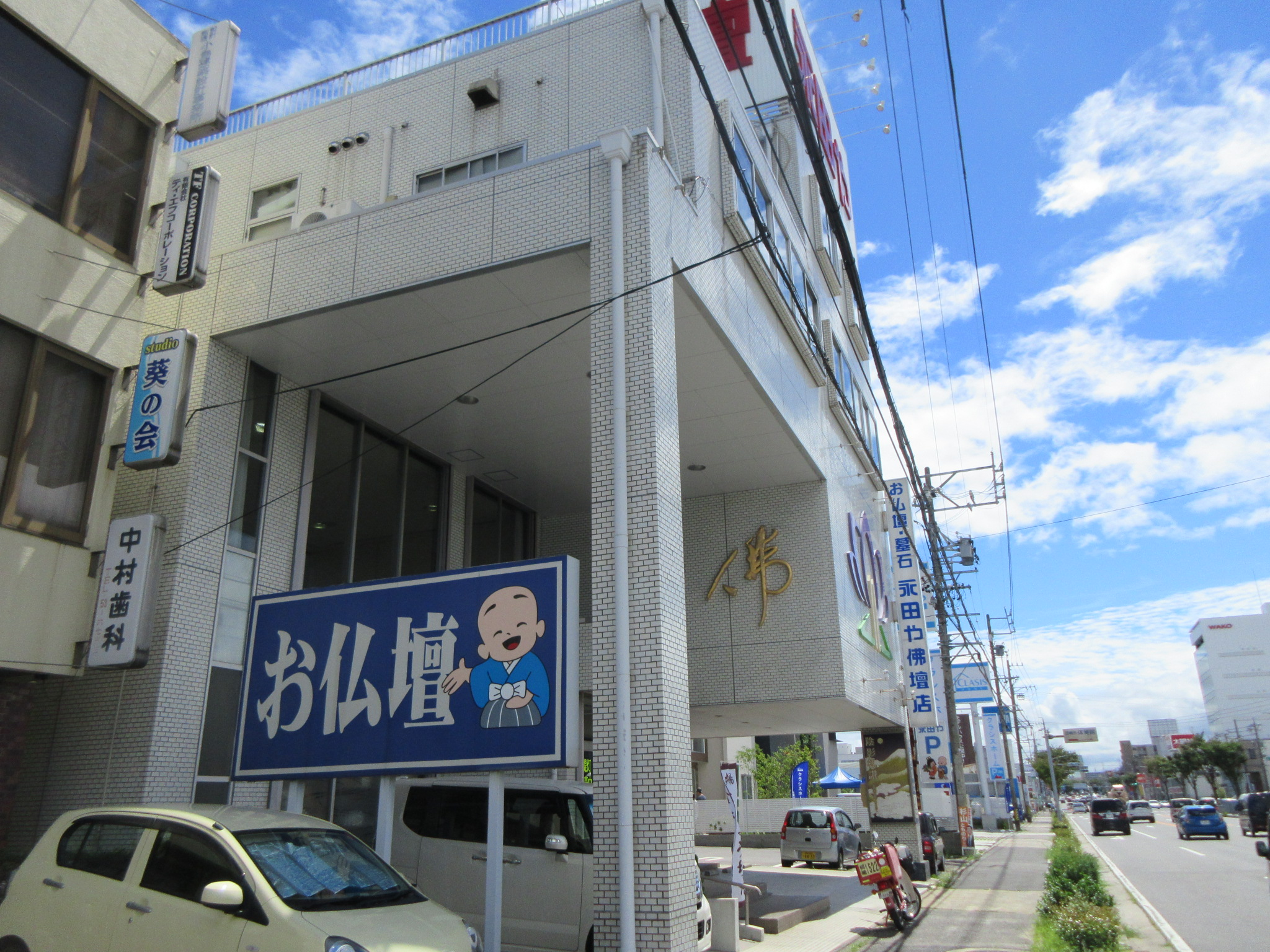
永田や佛壇店本社
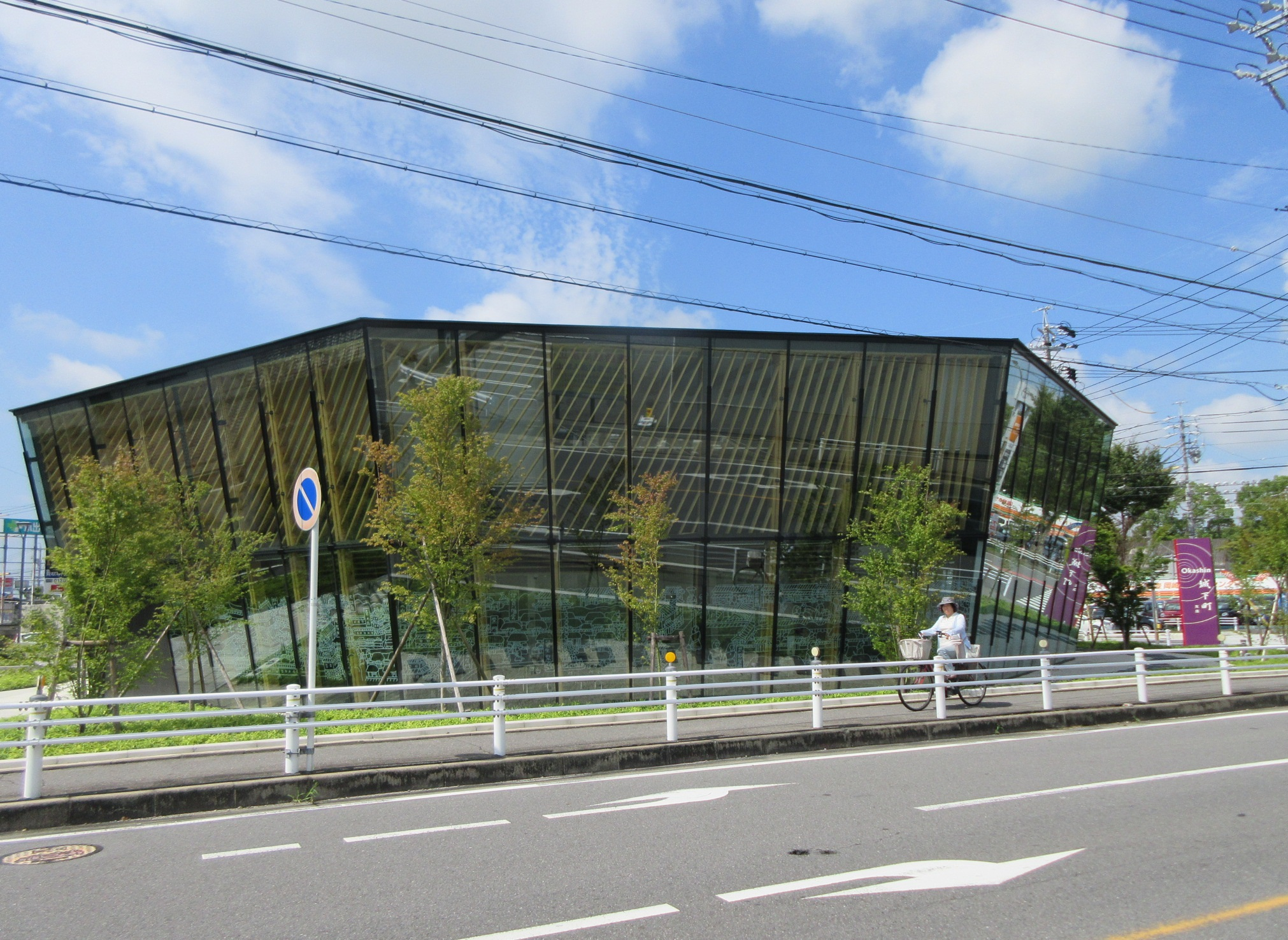
岡崎信用金庫城下町支店
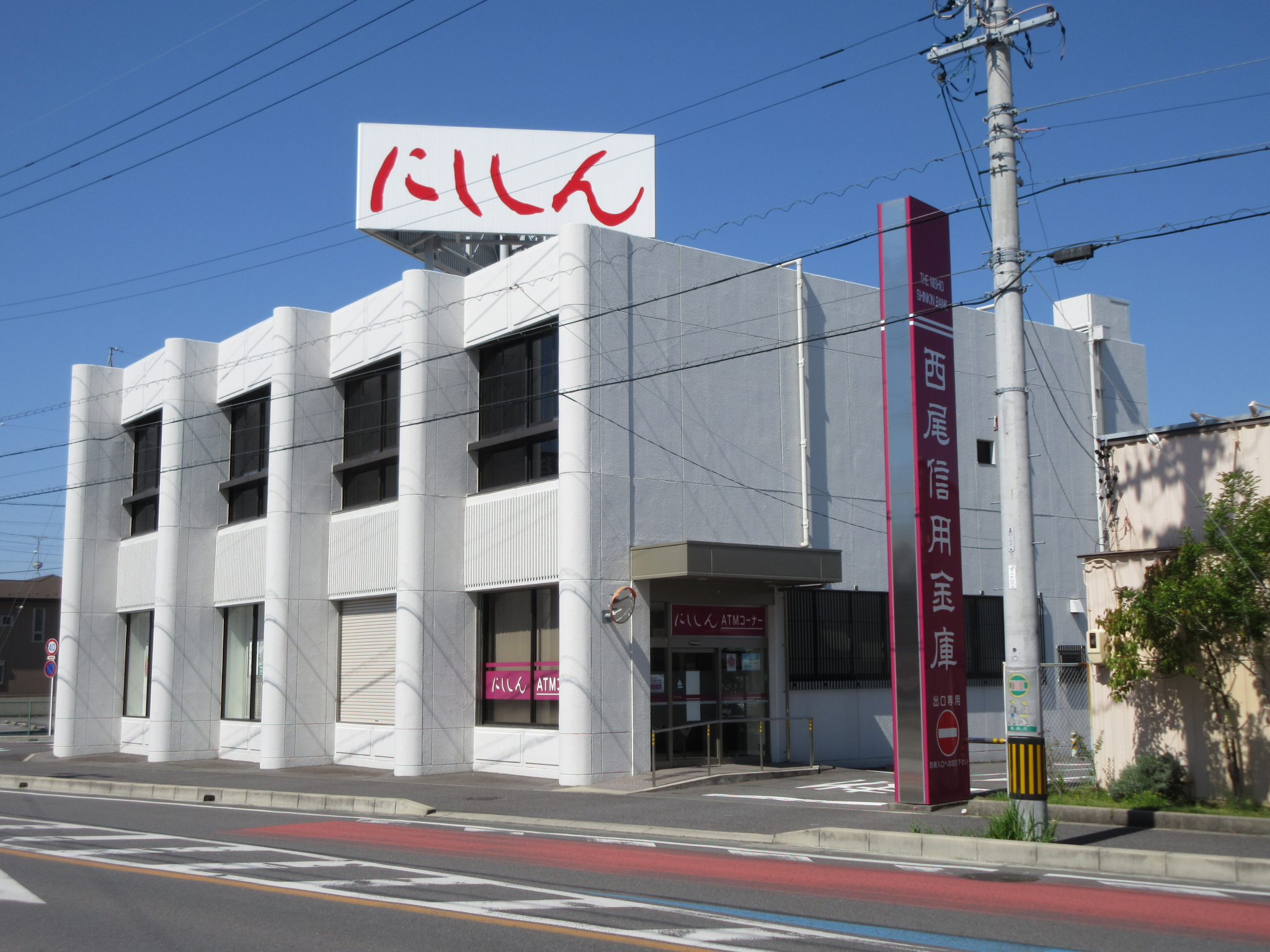
西尾信用金庫岡崎支店
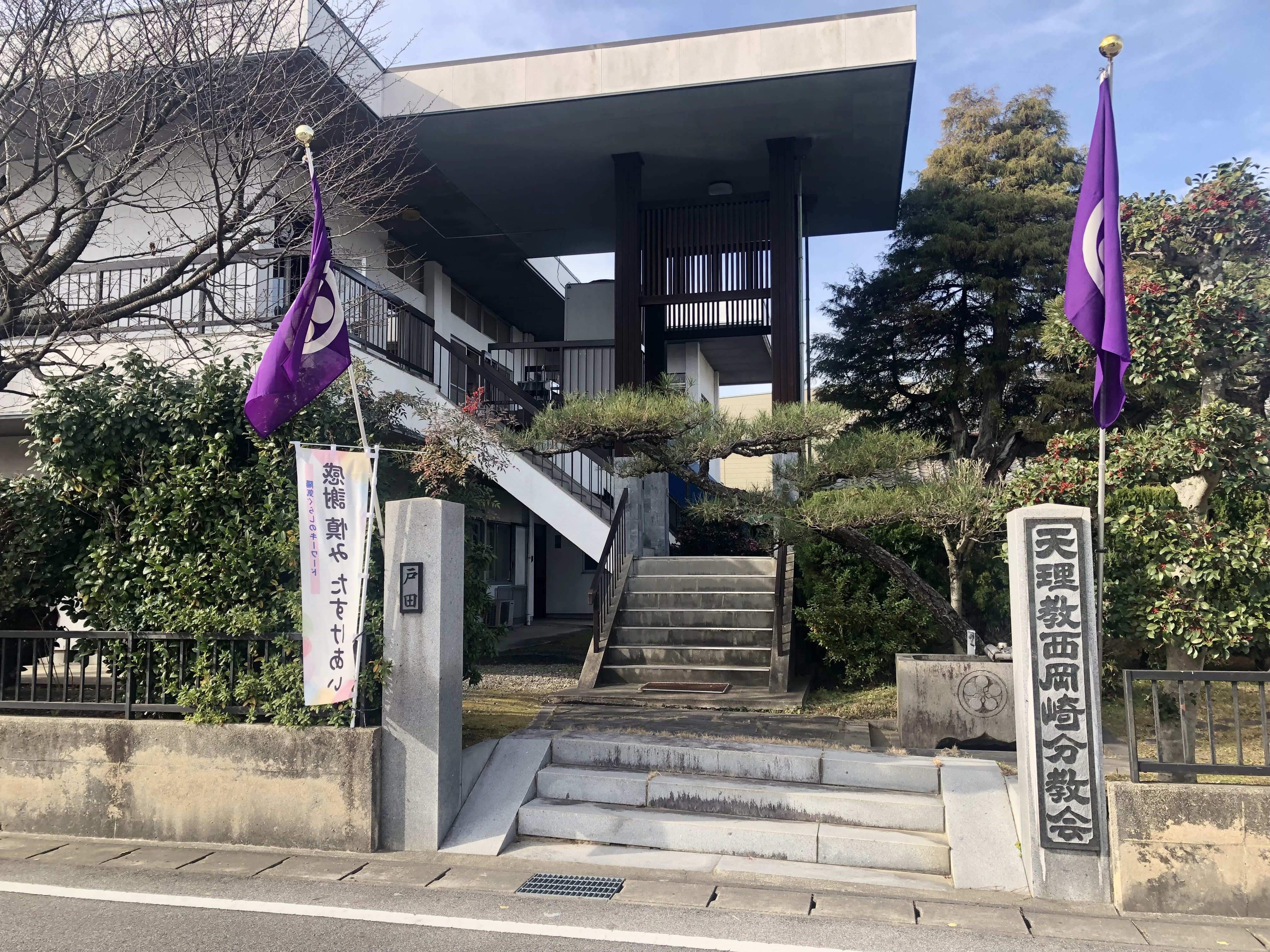
天理教西岡崎分教会
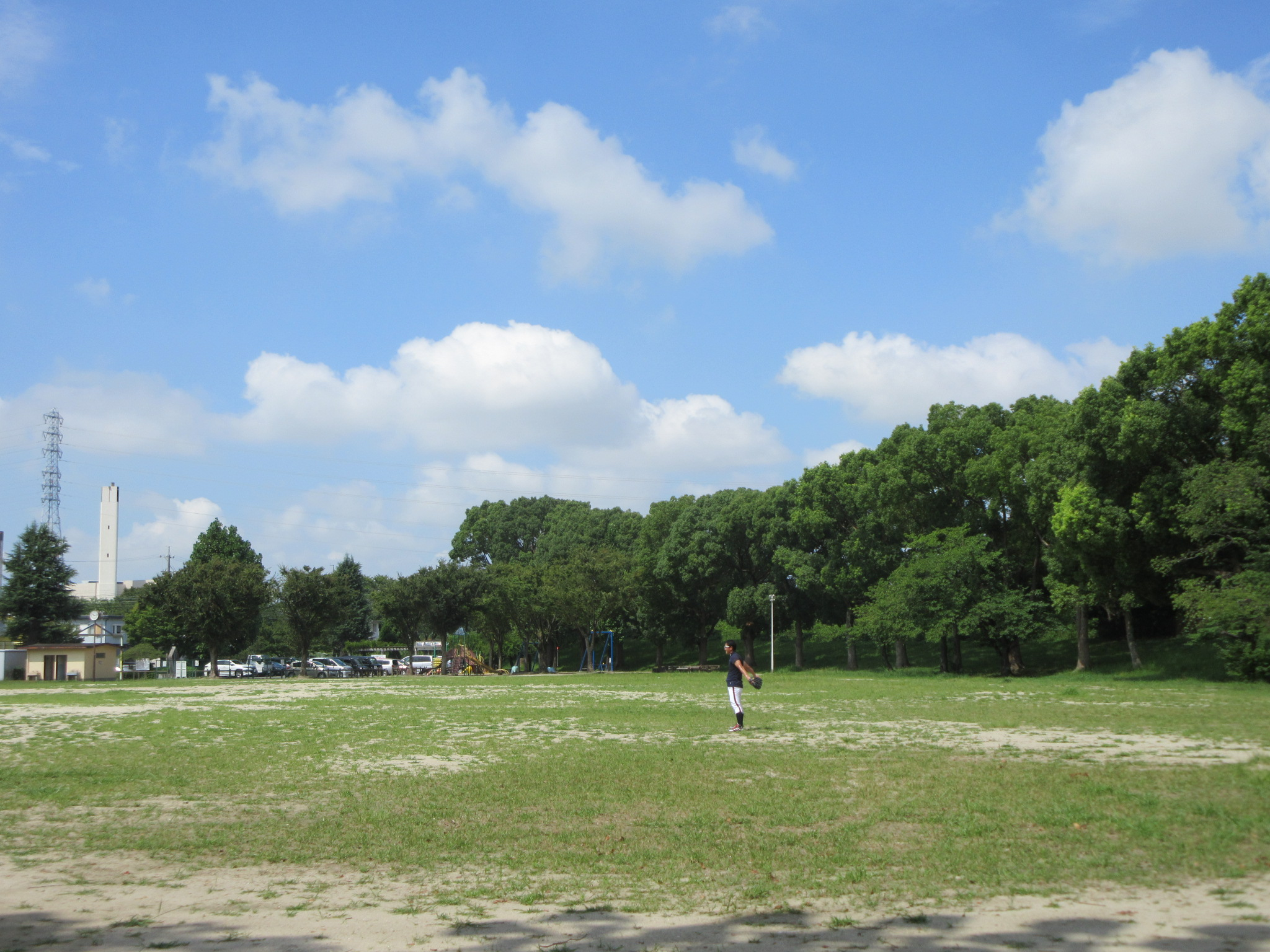
明神橋公園
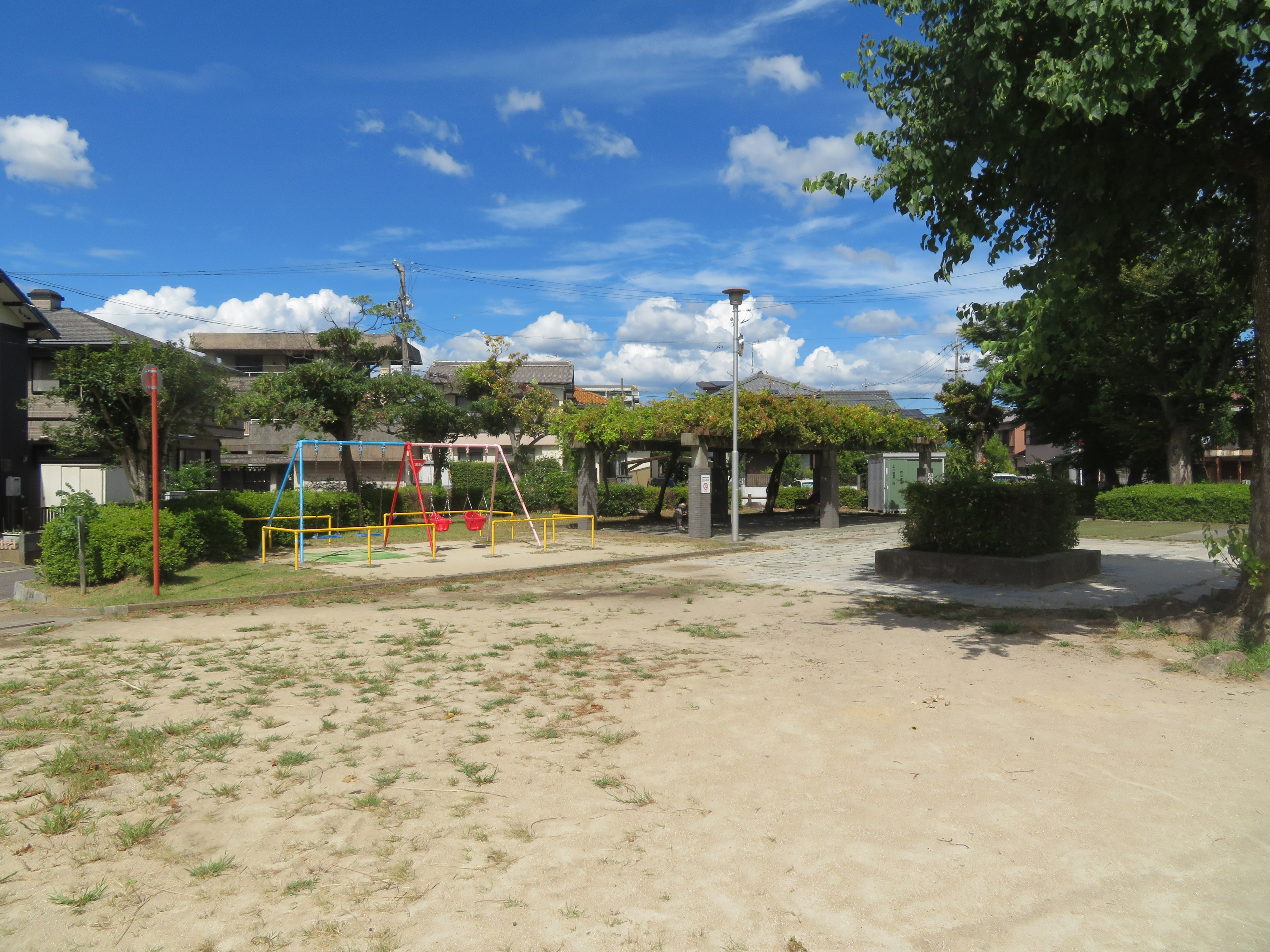
座王公園
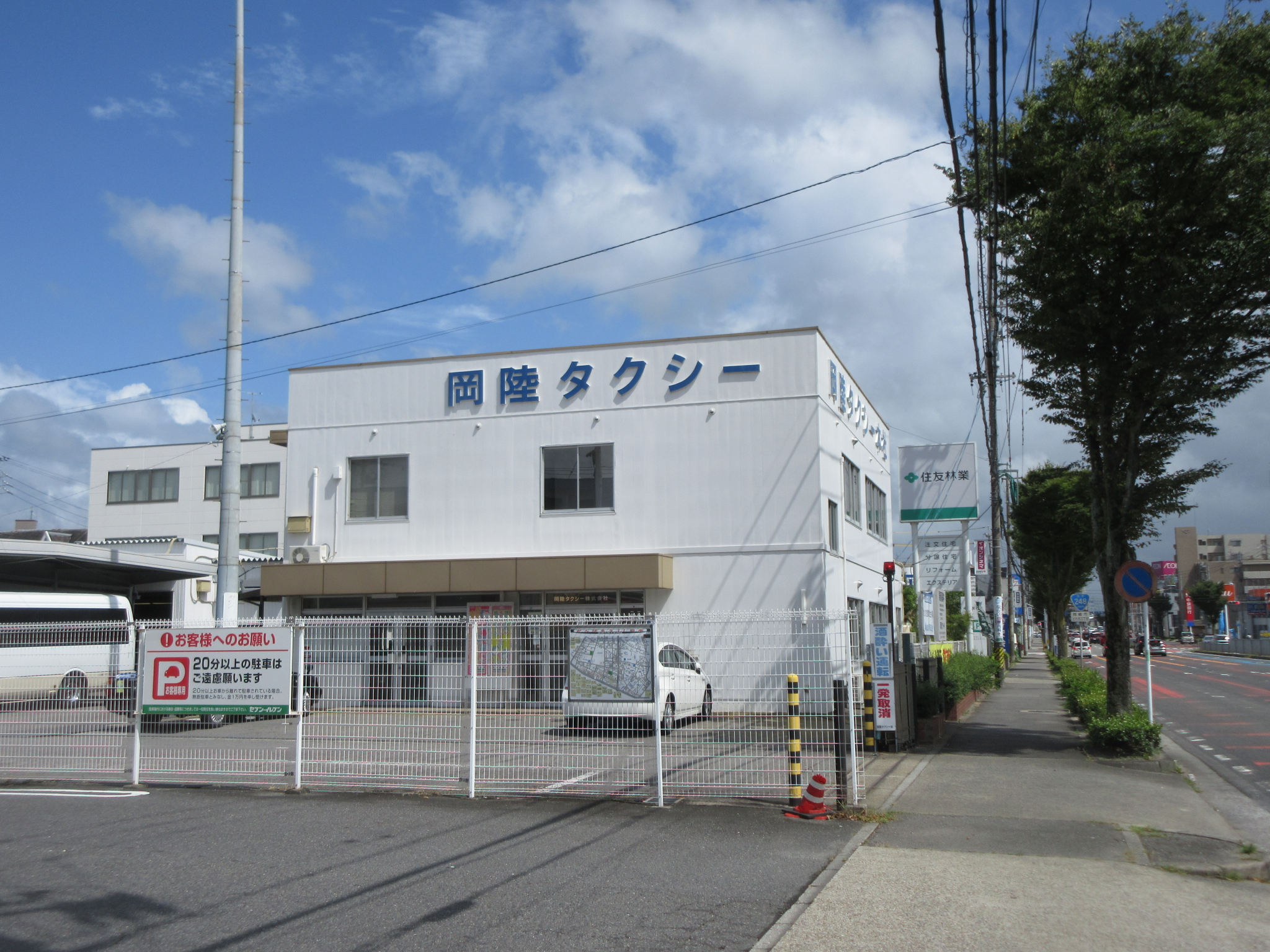
岡陸タクシー本社

## その他

### 日本郵便
- 郵便番号 : 444-0858[4]（集配局：岡崎郵便局[18]）。

## 参考資料
- 「角川日本地名大辞典」編纂委員会 編『角川日本地名大辞典 23 愛知県』角川書店、1989年3月8日。ISBN 4-04-001230-5。
- 有限会社平凡社地方資料センター 編『日本歴史地名体系第23巻 愛知県の地名』平凡社、1981年。ISBN 4-582-49023-9。
- 新編岡崎市史編さん委員会 編『新編 岡崎市史 現代 5』新編岡崎市史編さん委員会、1985年12月28日。